# Masabinal, Basavana Bagevadi
Masabinal là một làng thuộc tehsil Basavana Bagevadi, huyện Bijapur, bang Karnataka, Ấn Độ.